# 抄紙機
抄紙機（しょうしき）は、紙を抄（す）くための機械。単にマシン（Paper machineより）ともいう。製紙工場において紙を連続的に抄く機械である。

## 工程
紙を製造する工程（製紙）は大きく分けると、パルプの叩解（こうかい）、調成、抄造、加工・仕上げの工程がある。抄紙機は調成した紙料を水で薄めたものを流し込んで抄いていく抄造の工程に用いる。
抄紙機には繊維を抄く網（ワイヤー）の方式の違いにより、ワイヤパートがコンベア状の長網抄紙機とワイヤパートがシリンダ状の丸網抄紙機（円網（まるあみ）抄紙機）に大別される。長網抄紙機は新聞用紙や印刷用紙など高速で大量の製紙に向き、丸網抄紙機は厚紙や様々な多様な用途の紙を抄ける。
ワイヤパート、プレスパート、ドライヤーパートを経た後、コーターにおける塗工、カレンダリング（ローラーで圧力を加えて仕上げる）を経て、リールに巻き取られて完成する。
- ワイヤパート
1%に薄めた紙料（水分99%）を、網（ワイヤー）に流し平らにすることで水分が脱落し、湿紙（水分80%程度）になる。
- プレスパート
湿紙をフェルトによって両面から圧縮することで、湿紙の水分は55%程度になる。
- ドライパート（ドライヤーパート）
湿紙を加温して水分を蒸発させ、水分が8%程度になるまで乾燥させる。

この後のカレンダパートはカレンダという均一な紙の厚さにするための鉄ロールを組み合わせたプレス処理の装置のパートであるが使用しない場合もある。
なお、抄紙の工程で紙の表面（フェルトサイドと呼ぶ）には填料やサイズ剤が集中するのに対し、紙の裏面（ワイヤサイドと呼ぶ）には脱水に用いるワイヤの痕跡が残り平滑性が表面に比べて失われる。

抄紙機の仕組み（長網抄紙機の模式図）

## 製造メーカー
- メッツォ（バルメット）：フィンランド
- フォイト：ドイツ
- 川之江造機株式会社（家庭紙）

## 歴史

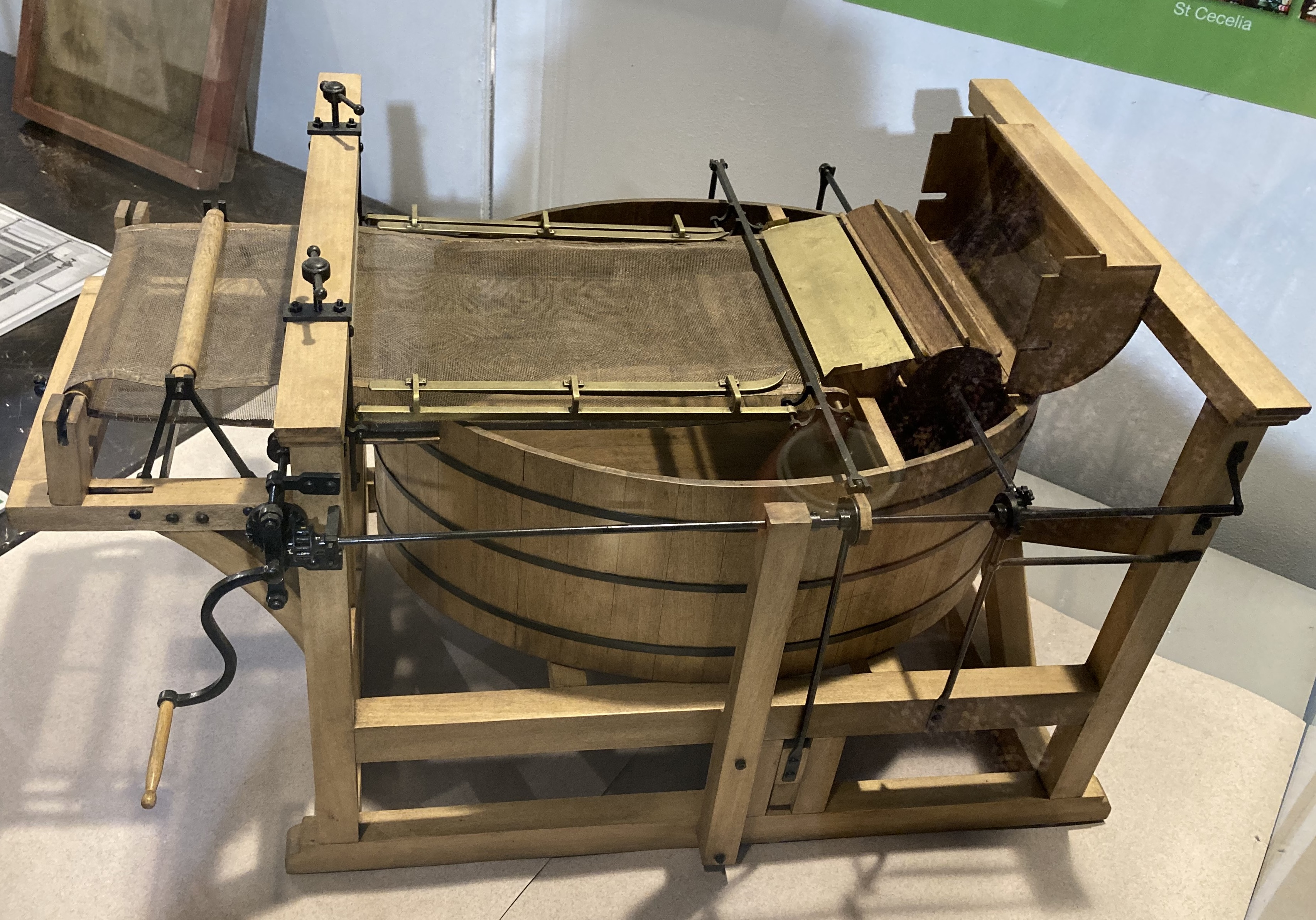
イギリスのフロッグモア製紙工場に展示されているロベールが開発した抄紙機の模型。

フランスの機械技師ルイ・ニコラ・ロベールによって発明され、1799年1月に特許が取得された。ロベールの雇い主で紙幣用の紙などを製造していたディドット家は、ロベールから特許と抄紙機を買い上げ、ナポレオンの敗北で経済が低迷していたフランスからイギリスに移り、抄紙機を活用した紙の生産を行った。